# Wyn Hoop
Winfried Lüssenhop (Hannover, 29 de mayo de 1936), más conocido como Wyn Hoop, es un cantante alemán, mayormente conocido por su participación en el Festival de la Canción de Eurovisión 1960.

## Carrera
A comienzos de los años 1950, Hoop formó una banda de jazz llamada los Capitellos, con quienes viajó y trabajó en la radio antes de su disolución en 1958. Hoop comenzó a realizar sus propias grabaciones, primeramente bajo el nombre de Fred Lyssen, antes de establecerse profesionalmente como Wyn Hoop.
En 1960, Hoop participó selección para el Festival de la Canción de Eurovisión, donde su canción "Bonne nuit ma chérie" fue elegida para representar a su país en ese mismo año, donde obtuvo la 4.ª posición con 11 puntos.
Hoop grabó varias y exitosas versiones de canciones en inglés al alemán (tales como "Are You Lonesome Tonight?") antes de grabar una serie de exitosos sencillos en 1962 con el cantante finlandés Pirkko Mannola. A partir de 1964, Hoop comenzó a grabar con la cantante austriaca Andrea Horn, con quien se había casado en 1961. Su música estaba principalmente orientada al estilo folk.
En 1978, Hoop se retiró del mundo del espectáculo.